# آلفا ساعت
آلفا ساعت یک ستاره است که در صورت فلکی ساعت قرار دارد.